# Oscar de melhor direção
Oscar de melhor direção  (português brasileiro) ou Óscar de melhor realizador (português europeu) (no original em inglês Academy Award for Best Directing), é uma categoria de premiação do Óscar referente a escolha de melhor direção de uma produção cinematográfica; é um prêmio anual que a Academia de Artes e Ciências Cinematográficas dos Estados Unidos oferece em honra a um diretor que realizou um extraordinário trabalho com a equipe de produção enquanto trabalhava na indústria do cinema, no ano anterior ao da realização da cerimônia.
A cada ano a Academia seleciona o melhor diretor de uma lista de cinco indicados. O prêmio, que vem sendo entregue desde 1929, dá direito ao vencedor de receber a cobiçada estatueta e de fazer um breve discurso. De todos os 80 homenageados com o prêmio até 2008, apenas 21 não ganharam também o Oscar de melhor filme.
Em 1933 não houve entrega dos prêmios Oscar, que foram entregues duas vezes em 1930 (em abril, referente aos filmes produzidos entre 2 de agosto de 1928 e 31 de julho de 1929, e em novembro, referente aos filmes produzidos entre 1º de agosto de 1929 e 31 de julho de 1930); em 1931 (em novembro, referente aos filmes produzidos entre 1.º de agosto de 1930 e 31 de julho de 1931); em 1932 (em novembro, referente aos filmes produzidos entre 1.º de agosto de 1931 e 31 de julho de 1932); e em 1934 (em março, referente aos filmes produzidos entre 1.º de agosto de 1932 e 31 de dezembro de 1933).
John Ford é o maior vencedor da categoria com 4 vitórias, seguido de Frank Capra e William Wyler com 3 vitórias cada.
Clint Eastwood é o mais velho a vencer a categoria, com 74 anos por Million Dollar Baby (2005), e Damien Chazelle é o mais novo, com 32 anos por La La Land (2017).
Apenas 3 diretores conseguiram o feito de vencer duas vezes seguidas o prêmio: John Ford (1941-1942), Joseph L. Mankiewicz (1950-1951) e Alejandro Gonzalez Iñárritu (2015-2016).
Até 2025, apenas três mulheres venceram o Oscar de Melhor Direção: Kathryn Bigelow em 2010, por The Hurt Locker; Chloé Zhao em 2021, por Nomadland;  e Jane Campion em 2022, por The Power of the Dog. O vencedor mais recente é Sean Baker pelo filme Anora.

## Vencedores e indicados

### Década de 1920
Apenas no primeiro ano, o prêmio foi separado em Direção de Drama e Comédia.
- 1929: (Drama) Frank Borzage – Seventh Heaven
  - Herbert Brenon – Sorrell and Son
  - King Vidor – The Crowd

- 1929: (Comédia) Lewis Milestone – Two Arabian Knights
  - Ted Wilde – Speedy

### Década de 1930
| - 19301: Frank Lloyd – The Divine Lady - Lionel Barrymore – Madame X - Harry Beaumont – The Broadway Melody - Irving Cummings – In Old Arizona - Frank Lloyd – Drag - Ernst Lubitsch – The Patriot - 19302: Lewis Milestone – All Quiet on the Western Front - Clarence Brown – Anna Christie e Romance - Robert Z. Leonard – The Divorcee - Ernst Lubitsch – The Love Parade - King Vidor – Hallelujah - 1931: Norman Taurog – Skippy - Clarence Brown – A Free Soul - Lewis Milestone – The Front Page - Wesley Ruggles – Cimarron - Josef von Sternberg – Marocco - 1932: Frank Borzage – Bad Girl - King Vidor – The Champ - Josef von Sternberg – Shanghai Express - 1934: Frank Lloyd – Cavalcade - Frank Capra – Lady for a Day - George Cukor – Little Women | - 1935: Frank Capra – It Happened One Night - Victor Schertzinger – One Night of Love - W. S. Van Dyke – The Thin Man - 1936: John Ford – The Informer - Henry Hathaway – The Lives of a Bengal Lancer - Frank Lloyd – Munity on the Bounty - Michael Curtiz – Captain Blood - 1937: Frank Capra – Mr. Deeds Goes to Town - Gregory La Cava – My Man Godfrey - Robert Z. Leonard – The Great Ziegfeld - W. S. Van Dyke – San Francisco - William Wyler – Dodsworth - 1938: Leo McCarey – The Awful Truth - William Dieterle – The Life of Emile Zola - Sidney Franklin – The Good Earth - Gregory La Cava – Stage Door - William A. Wellman – A Star Is Born - 1939: Frank Capra – You Can't Take It with You - Michael Curtiz – Angels with Dirty Faces - Michael Curtiz – Four Daughters - Norman Taurog – Boys Town - King Vidor – The Citadel |

### Década de 1940
| - 1940: Victor Fleming – Gone with the Wind - Frank Capra – Mr. Smith Goes to Washington - John Ford – Stagecoach - Sam Wood – Goodbye, Mr. Chips - William Wyler – Wuthering Heights - 1941: John Ford – The Grapes of Wrath - George Cukor – The Philadelphia Story - Alfred Hitchcock – Rebecca - Sam Wood – Kitty Foyle - William Wyler – The Letter - 1942: John Ford – How Green Was My Valley - Alexander Hall – Here Comes Mr. Jordan - Howard Hawks – Sergeant York - Orson Welles – Citizen Kane - William Wyler – The Little Foxes - 1943: William Wyler – Mrs. Miniver - Michael Curtiz – Yankee Doodle Dandy - John Farrow – Wake Island - Mervyn LeRoy – Random Harvest - Sam Wood – Kings Row - 1944: Michael Curtiz – Casablanca - Clarence Brown – The Human Comedy - Henry King – The Song of Bernadette - Ernst Lubitsch – Heaven Can Wait - George Stevens – The More the Merrier | - 1945: Leo McCarey – Going My Way - Alfred Hitchcock – Lifeboat - Henry King – Wilson - Otto Preminger – Laura - Billy Wilder – Double Indemnity - 1946: Billy Wilder – The Lost Weekend - Clarence Brown – National Velvet - Alfred Hitchcock – Spellbound - Leo McCarey – The Bells of St. Mary's - Jean Renoir – The Southerner - 1947: William Wyler – The Best Years of Our Lives - Clarence Brown – The Yearling - Frank Capra – It's a Wonderful Life - David Lean – Brief Encounter - Robert Siodmak – The Killers - 1948: Elia Kazan – Gentleman's Agreement - George Cukor – A Double Life - Edward Dmytryk – Crossfire - Henry Koster – The Bishop's Wife - David Lean – Great Expectations - 1949: John Huston – The Treasure of the Sierra Madre - Anatole Litvak – The Snake Pit - Jean Negulesco – Johnny Belinda - Laurence Olivier – Hamlet - Fred Zinnemann – The Search |

### Década de 1950
| - 1950: Joseph L. Mankiewicz – A Letter to Three Wives - Carol Reed – The Fallen Idol - Robert Rossen – All the King's Men - William A. Wellman – Battleground - William Wyler – The Heiress - 1951: Joseph L. Mankiewicz – All About Eve - George Cukor – Born Yesterday - John Huston – The Asphalt Jungle - Carol Reed – The Third Man - Billy Wilder – Sunset Boulevard - 1952: George Stevens – A Place in the Sun - John Huston – The African Queen - Elia Kazan – A Streetcar Named Desire - Vincente Minnelli – An American in Paris - William Wyler – Detective Story - 1953: John Ford – The Quiet Man - Cecil B. DeMille – The Greatest Show on Earth - John Huston – Moulin Rouge - Joseph L. Mankiewicz – 5 Fingers - Fred Zinnemann – High Noon - 1954: Fred Zinnemann – From Here to Eternity - George Stevens – Shane - Charles Walters – Lili - Billy Wilder – Stalag 17 - William Wyler – Roman Holiday | - 1955: Elia Kazan – On the Waterfront - Alfred Hitchcock – Rear Window - George Seaton – The Country Girl - William A. Wellman – The High and the Mighty - Billy Wilder – Sabrina - 1956: Delbert Mann – Marty - Elia Kazan – East of Eden - David Lean – Summertime - Joshua Logan – Picnic - John Sturges – Bad Day at Black Rock - 1957: George Stevens – Giant - Michael Anderson – Around the World in 80 Days - Walter Lang – The King and I - King Vidor – War and Peace - William Wyler – Friendly Persuasion - 1958: David Lean – The Bridge on the River Kwai - Joshua Logan – Sayonara - Sidney Lumet – 12 Angry Men - Mark Robson – Peyton Place - Billy Wilder – Witness for the Prosecution - 1959: Vicente Minnelli – Gigi - Richard Brooks – Cat on a Hot Tin Roof - Stanley Kramer – The Defiant Ones - Mark Robson – The Inn of the Sixth Happiness - Robert Wise – I Want to Live! |

### Década de 1960
| - 1960: William Wyler – Ben-Hur - Jack Clayton – Room at the Top - George Stevens – The Diary of Anne Frank - Billy Wilder – Some Like It Hot - Fred Zinnemann – The Nun's Story - 1961: Billy Wilder – The Apartment - Jack Cardiff – Sons and Lovers - Jules Dassin – Never on Sunday - Alfred Hitchcock – Psycho - Fred Zinnemann – The Sundowners - 1962: Robert Wise e Jerome Robbins – West Side Story - Federico Fellini – La Dolce Vita - Stanley Kramer – Judgment at Nuremberg - Robert Rossen – The Hustler - J. Lee Thompson – The Guns of Navarone - 1963: David Lean – Lawrence of Arabia - Pietro Germi – Divorzio all'Italiana - Robert Mulligan – To Kill a Mockingbird - Arthur Penn – The Miracle Worker - Frank Perry – David and Lisa - 1964: Tony Richardson – Tom Jones - Federico Fellini – 8½ - Elia Kazan – America, America - Otto Preminger – The Cardinal - Martin Ritt – Hud | - 1965: George Cukor – My Fair Lady - Michael Cacoyannis – Zorba the Greek - Peter Glenville – Becket - Stanley Kubrick – Dr. Strangelove or: How I Learned to Stop Worrying and Love the Bomb - Robert Stevenson – Mary Poppins - 1966: Robert Wise – The Sound of Music - David Lean – Doctor Zhivago - John Schlesinger – Darling - Hiroshi Teshigahara – Suna no onna - William Wyler – The Collector - 1966: Fred Zinnemann – A Man for All Seasons - Michelangelo Antonioni – Blow-Up - Richard Brooks – The Professionals - Claude Lelouch – Un Homme et une Femme - Mike Nichols – Who's Afraid of Virginia Woolf? - 1968: Mike Nichols – The Graduate - Richard Brooks – In Cold Blood - Norman Jewison – In the Heat of the Night - Stanley Kramer – Guess Who's Coming to Dinner - Arthur Penn – Bonnie and Clyde - 1969: Carol Reed – Oliver! - Anthony Harvey – The Lion in Winter - Stanley Kubrick – 2001: A Space Odyssey - Gillo Pontecorvo – La Battaglia di Algeri - Franco Zeffirelli – Romeo and Juliet |

### Década de 1970
| - 1970: John Schlesinger – Midnight Cowboy - Costa-Gavras – Z - George Roy Hill – Butch Cassidy and the Sundance Kid - Arthur Penn – Alice's Restaurant - Sydney Pollack – They Shoot Horses, Don't They? - 1971: Franklin J. Schaffner – Patton - Robert Altman – MASH - Federico Fellini – Satyricon - Arthur Hiller – Love Story - Ken Russell – Women in Love - 1972: William Friedkin – The French Connection - Peter Bogdanovich – The Last Picture Show - Norman Jewison – Fiddler on the Roof - Stanley Kubrick – A Clockwork Orange - John Schlesinger – Sunday Bloody Sunday - 1973: Bob Fosse – Cabaret - John Boorman – Deliverance - Francis Ford Coppola – The Godfather - Joseph L. Mankiewicz – Sleuth - Jan Troell – Utvandrarna - 1974: George Roy Hill – The Sting - Ingmar Bergman – Cries and Whispers - Bernardo Bertolucci – Last Tango in Paris - William Friedkin – The Exorcist - George Lucas – American Graffiti | - 1975: Francis Ford Coppola – The Godfather Part II - John Cassavetes – A Woman Under the Influence - Bob Fosse – Lenny - Roman Polanski – Chinatown - François Truffaut – La Nuit Américaine - 1976: Miloš Forman – One Flew Over the Cuckoo's Nest - Robert Altman – Nashville - Federico Fellini – Amarcord - Stanley Kubrick – Barry Lyndon - Sidney Lumet – Dog Day Afternoon - 1977: John G. Avildsen – Rocky - Ingmar Bergman – Face to Face - Sidney Lumet – Network - Alan J. Pakula – All the President's Men - Lina Wertmüller – Pasqualino Settebellezze - 1978: Woody Allen – Annie Hall - George Lucas – Star Wars - Herbert Ross – The Turning Point - Steven Spielberg – Close Encounters of the Third Kind - Fred Zinnemann – Julia - 1979: Michael Cimino – The Deer Hunter - Woody Allen – Interiors - Hal Ashby – Coming Home - Warren Beatty e Buck Henry – Heaven Can Wait - Alan Parker – Midnight Express |

### Década de 1980
| - 1980: Robert Benton - Kramer vs. Kramer - Francis Ford Coppola - Apocalypse Now - Bob Fosse - All That Jazz - Édouard Molinaro - La Cage aux Folles - Peter Yates - Breaking Away - 1981: Robert Redford – Ordinary People - David Lynch – The Elephant Man - Roman Polanski – Tess - Richard Rush – The Stunt Man - Martin Scorsese – Raging Bull - 1982: Warren Beatty – Reds - Hugh Hudson – Chariots of Fire - Louis Malle – Atlantic City - Mark Rydell – On Golden Pond - Steven Spielberg – Raiders of the Lost Ark - 1983: Richard Attenborough – Gandhi - Sidney Lumet – The Verdict - Wolfgang Petersen – Das Boot - Sydney Pollack – Tootsie - Steven Spielberg – E.T. the Extra-Terrestrial - 1984: James L. Brooks – Terms of Endearment - Bruce Beresford – Tender Mercies - Ingmar Bergman – Fanny och Alexander - Mike Nichols – Silkwood - Peter Yates – The Dresser | - 1985: Miloš Forman – Amadeus - Woody Allen – Broadway Danny Rose - Robert Benton – Places in the Heart - Roland Joffé – The Killing Fields - David Lean – A Passage to India - 1986: Sydney Pollack – Out of Africa - Héctor Babenco – O Beijo da Mulher Aranha - John Huston – Prizzi's Honor - Akira Kurosawa – Ran - Peter Weir – Witness - 1987: Oliver Stone – Platoon - Woody Allen – Hannah and Her Sisters - James Ivory – A Room with a View - Roland Joffé – The Mission - David Lynch – Blue Velvet - 1988: Bernardo Bertolucci – The Last Emperor - John Boorman – Hope and Glory - Lasse Hallström – Mitt Liv som Hund - Norman Jewison – Moonstruck - Adrian Lyne – Fatal Attraction - 1989: Barry Levinson – Rain Man - Charles Crichton – A Fish Called Wanda - Mike Nichols – Working Girl - Alan Parker – Mississippi Burning - Martin Scorsese – The Last Temptation of Christ |

### Década de 1990
| - 1990: Oliver Stone – Born on the Fourth of July - Woody Allen – Crimes and Misdemeanors - Kenneth Branagh – Henry V - Jim Sheridan – My Left Foot - Peter Weir – Dead Poets Society - 1991: Kevin Costner – Dances with Wolves - Francis Ford Coppola – The Godfather: Part III - Stephen Frears – The Grifters - Barbet Schroeder – Reversal of Fortune - Martin Scorsese – Goodfellas - 1992: Jonathan Demme – The Silence of the Lambs - Barry Levinson – Bugsy - Ridley Scott – Thelma & Louise - John Singleton – Boyz n the Hood - Oliver Stone – JFK - 1993: Clint Eastwood – Unforgiven - Robert Altman – The Player - Martin Brest – Scent of a Woman - James Ivory – Howards End - Neil Jordan – The Crying Game - 1994: Steven Spielberg – Schindler's List - Robert Altman – Short Cuts - Jane Campion – The Piano - James Ivory – The Remains of the Day - Jim Sheridan – In the Name of the Father | - 1995: Robert Zemeckis – Forrest Gump - Woody Allen – Bullets Over Broadway - Krzysztof Kieślowski – Trois Couleurs: Rouge - Robert Redford – Quiz Show - Quentin Tarantino – Pulp Fiction - 1996: Mel Gibson – Braveheart - Mike Figgis – Leaving Las Vegas - Chris Noonan – Babe - Michael Radford – Il Postino - Tim Robbins – Dead Man Walking - 1997: Anthony Minghella – The English Patient - Joel Coen – Fargo - Miloš Forman – The People vs. Larry Flynt - Scott Hicks – Shine - Mike Leigh – Secrets & Lies - 1998: James Cameron – Titanic - Peter Cattaneo – The Full Monty - Atom Egoyan – The Sweet Hereafter - Curtis Hanson – L.A. Confidential - Gus Van Sant – Good Will Hunting - 1999: Steven Spielberg – Saving Private Ryan - Roberto Benigni – La Vita È Bella - John Madden – Shakespeare in Love - Terrence Malick – The Thin Red Line - Peter Weir – The Truman Show |

### Década de 2000
| - 2000: Sam Mendes – American Beauty - Lasse Hallström – The Cider House Rules - Spike Jonze – Being John Malkovich - Michael Mann – The Insider - M. Night Shyamalan – The Sixth Sense - 2001: Steven Soderbergh – Traffic - Stephen Daldry – Billy Elliot - Ang Lee – Wòhǔ Cánglóng - Ridley Scott – Gladiator - Steven Soderbergh – Erin Brockovich - 2002: Ron Howard – A Beautiful Mind - Robert Altman – Gosford Park - Peter Jackson – The Lord of the Rings: The Fellowship of the Ring - David Lynch – Mulholland Drive - Ridley Scott – Black Hawk Down - 2003: Roman Polanski – The Pianist - Pedro Almodóvar – Hable con Ella - Stephen Daldry – The Hours - Rob Marshall – Chicago - Martin Scorsese – Gangs of New York - 2004: Peter Jackson – The Lord of the Rings: The Return of the King - Sofia Coppola – Lost in Translation - Clint Eastwood – Mystic River - Fernando Meirelles – Cidade de Deus - Peter Weir – Master and Commander: The Far Side of the World | - 2005: Clint Eastwood – Million Dollar Baby - Taylor Hackford – Ray - Mike Leigh – Vera Drake - Alexander Payne – Sideways - Martin Scorsese – The Aviator - 2006: Ang Lee – Brokeback Mountain - George Clooney – Good Night, and Good Luck - Paul Haggis – Crash - Bennett Miller – Capote - Steven Spielberg – Munich - 2007: Martin Scorsese – The Departed - Clint Eastwood – Letters from Iwo Jima - Stephen Frears – The Queen - Alejandro González Iñárritu – Babel - Paul Greengrass – United 93 - 2008: Joel Coen e Ethan Coen – No Country for Old Men - Paul Thomas Anderson – There Will Be Blood - Tony Gilroy – Michael Clayton - Jason Reitman – Juno - Julian Schnabel – Le Scaphandre et le Papillon - 2009: Danny Boyle – Slumdog Millionaire - Stephen Daldry – The Reader - David Fincher – The Curious Case of Benjamin Button - Ron Howard – Frost/Nixon - Gus Van Sant – Milk |

### Década de 2010
| Ano                         | Diretor(a)                                      | Filme                                           |
| 2010                        |                                                 |                                                 |
| --------------------------- | ----------------------------------------------- | ----------------------------------------------- |
| 2010                        | Kathryn Bigelow                                 | The Hurt Locker                                 |
| 2010                        | James Cameron                                   | Avatar                                          |
| 2010                        | Lee Daniels                                     | Precious: Based on the Novel "Push" by Sapphire |
| 2010                        | Jason Reitman                                   | Up in the Air                                   |
| 2010                        | Quentin Tarantino                               | Inglourious Basterds                            |
| 2011                        |                                                 |                                                 |
| Tom Hooper                  | The King's Speech                               |                                                 |
| Darren Aronofsky            | Black Swan                                      |                                                 |
| Joel Coen e Ethan Coen      | True Grit                                       |                                                 |
| David Fincher               | The Social Network                              |                                                 |
| David O. Russell            | The Fighter                                     |                                                 |
| 2012                        |                                                 |                                                 |
| Michel Hazanavicius         | The Artist                                      |                                                 |
| Woody Allen                 | Midnight in Paris                               |                                                 |
| Terrence Malick             | The Tree of Life                                |                                                 |
| Alexander Payne             | The Descendants                                 |                                                 |
| Martin Scorsese             | Hugo                                            |                                                 |
| 2013                        |                                                 |                                                 |
| Ang Lee                     | Life of Pi                                      |                                                 |
| Michael Haneke              | Amour                                           |                                                 |
| David O. Russell            | Silver Linings Playbook                         |                                                 |
| Steven Spielberg            | Lincoln                                         |                                                 |
| Benh Zeitlin                | Beasts of the Southern Wild                     |                                                 |
| 2014                        |                                                 |                                                 |
| Alfonso Cuarón              | Gravity                                         |                                                 |
| Steve McQueen               | 12 Years a Slave                                |                                                 |
| Alexander Payne             | Nebraska                                        |                                                 |
| David O. Russell            | American Hustle                                 |                                                 |
| Martin Scorsese             | The Wolf of Wall Street                         |                                                 |
| 2015                        |                                                 |                                                 |
| Alejandro González Iñárritu | Birdman or (The Unexpected Virtue of Ignorance) |                                                 |
| Wes Anderson                | The Grand Budapest Hotel                        |                                                 |
| Richard Linklater           | Boyhood                                         |                                                 |
| Bennett Miller              | Foxcatcher                                      |                                                 |
| Morten Tyldum               | The Imitation Game                              |                                                 |
| 2016                        |                                                 |                                                 |
| Alejandro González Iñárritu | The Revenant                                    |                                                 |
| Lenny Abrahamson            | Room                                            |                                                 |
| Thomas McCarthy             | Spotlight                                       |                                                 |
| Adam McKay                  | The Big Short                                   |                                                 |
| George Miller               | Mad Max: Fury Road                              |                                                 |
| 2017                        |                                                 |                                                 |
| Damien Chazelle             | La La Land                                      |                                                 |
| Barry Jenkins               | Moonlight                                       |                                                 |
| Denis Villeneuve            | Arrival                                         |                                                 |
| Kenneth Lonergan            | Manchester by the Sea                           |                                                 |
| Mel Gibson                  | Hacksaw Ridge                                   |                                                 |
| 2018                        |                                                 |                                                 |
| Guillermo del Toro          | The Shape of Water                              |                                                 |
| Paul Thomas Anderson        | Phantom Thread                                  |                                                 |
| Christopher Nolan           | Dunkirk                                         |                                                 |
| Greta Gerwig                | Lady Bird                                       |                                                 |
| Jordan Peele                | Get Out                                         |                                                 |
| 2019                        |                                                 |                                                 |
| Alfonso Cuarón              | Roma                                            |                                                 |
| Adam McKay                  | Vice                                            |                                                 |
| Yorgos Lanthimos            | The Favourite                                   |                                                 |
| Spike Lee                   | BlacKkKlansman                                  |                                                 |
| Pawel Pawlikowski           | Cold War                                        |                                                 |

### Década de 2020
| Ano                            | Diretor(a)                        | Filme                       |
| 2020                           |                                   |                             |
| ------------------------------ | --------------------------------- | --------------------------- |
| 2020                           | Bong Joon-ho                      | Gisaengchung                |
| 2020                           | Martin Scorsese                   | O Irlandês                  |
| 2020                           | Quentin Tarantino                 | Era uma Vez em... Hollywood |
| 2020                           | Sam Mendes                        | 1917                        |
| 2020                           | Todd Phillips                     | Joker                       |
| 2021                           |                                   |                             |
| Chloé Zhao                     | Nomadland                         |                             |
| David Fincher                  | Mank                              |                             |
| Emerald Fennell                | Promising Young Woman             |                             |
| Lee Isaac Chung                | Minari                            |                             |
| Thomas Vinterberg              | Druk                              |                             |
| 2022                           |                                   |                             |
| Jane Campion                   | The Power of the Dog              |                             |
| Kenneth Branagh                | Belfast                           |                             |
| Paul Thomas Anderson           | Licorice Pizza                    |                             |
| Ryūsuke Hamaguchi              | Drive My Car                      |                             |
| Steven Spielberg               | West Side Story                   |                             |
| 2023                           |                                   |                             |
| Daniel Kwan e Daniel Scheinert | Everything Everywhere All at Once |                             |
| Martin McDonagh                | The Banshees of Inisherin         |                             |
| Ruben Östlund                  | Triângulo da Tristeza             |                             |
| Steven Spielberg               | Os Fabelmans                      |                             |
| Todd Field                     | Tár                               |                             |
| 2024                           |                                   |                             |
| Christopher Nolan              | Oppenheimer                       |                             |
| Jonathan Glazer                | The Zone of Interest              |                             |
| Justine Triet                  | Anatomia de uma Queda             |                             |
| Martin Scorsese                | Assassinos da Lua das Flores      |                             |
| Yorgos Lanthimos               | Pobres Criaturas                  |                             |
| 2025                           |                                   |                             |
| Sean Baker                     | Anora                             |                             |
| Brady Corbet                   | O Brutalista                      |                             |
| Coralie Fargeat                | A Substância                      |                             |
| Jacques Audiard                | Emilia Pérez                      |                             |
| James Mangold                  | A Complete Unknown                |                             |